# Patricia Cornwell
Patricia Cornwell (født 9. juni 1956) er en amerikansk forfatterinde, mest kendt for sine bøger om retsmedicineren Kay Scarpetta og drabsefterforskeren Pete Marino. Hun debuterede med bogen Postmortem i 1990, baseret på drabene begået af Timothy Wilson Spencer, den første amerikanske morder, der blev dømt ud fra DNA-beviser.
Postmortem er den første bog til at vinde både Anthony-, Creasey-, Edgar- og Macavity-prisen i et og samme år, samt den franske Prix du Roman d'Aventure - og var den første amerikanske bog, der vandt den britiske Golden Dagger.
Foruden bøgerne om Scarpetta og Marino og om politikvinderne Judy Hammer og Virginia West og journalisten Andy Bazil, har hun skrevet en bog om Jack the Ripper, hvor hun retter mistanken mod den tyskfødte maler Walter Sickert. Cornwell er i øvrigt ikke den første til at mistænke Sickert.

## Baggrund
Gennem sin farmor nedstammer Cornwell fra Harriet Beecher Stowe.
Cornwells første bog var A Time for Remembering, biografien om Billy Grahams kone Ruth. Da Cornwell var fem år gammel, forlod hendes advokatfar Sam Daniels familien juledag efter at have gjort sin sekretær gravid. Moren Marilyn blev deprimeret efter skilsmissen og prøvede til sidst at få ægteparret Graham til at overtage hendes ni år gamle datter og de to sønner, inden hun selv blev indlagt på psykiatrisk sygehus. Børnene blev dog ikke boende hos Grahams. Patricia Daniels voksede op hos en kvinde, der skræmte og plagede hende, og hun udviklede alvorlig anoreksi. Imidlertid havde Ruth Graham opmuntret hende til at skrive. 23 år gammel giftede hun sig med sin 40-årige, tidligere college-professor Charles Cornwell. De blev skilt i 1989. Patricia, som nu også hed Cornwell, arbejdede som dataanalytiker ved retsmedicinsk institut i Richmond, og blev inspireret til tre bøger, som imidlertid alle blev refuseret. Da hun bad en redaktør om råd, foreslog denne, at Cornwell droppede den mandlige hovedperson og i stedet for rettede fokus mod den perifere Kay Scarpetta. Dette resulterede i Postmortem, der vandt priser og udmærkelser på række og rad.